# Кубок Словенії з футболу 2009—2010
Кубок Словенії з футболу 2009–2010 — 19-й розіграш кубкового футбольного турніру в Словенії. Титул вшосте здобув Марибор.

## Календар
| Раунд            | Дата               | Матчі | Клуби   |
| ---------------- | ------------------ | ----- | ------- |
| Попередній раунд | 2 вересня 2009     | 2     | 30 → 16 |
| Перший раунд     | 16 вересня 2009    | 12    | 28 → 16 |
| 1/8 фіналу       | 20-21 жовтня 2009  | 8     | 16 → 8  |
| 1/4 фіналу       | 17/24 березня 2010 | 8     | 8 → 4   |
| 1/2 фіналу       | 14/21 квітня 2010  | 4     | 4 → 2   |
| Фінал            | 8 травня 2010      | 1     | 2 → 1   |

## Попередній раунд
| Команда 1            | Рахунок | Команда 2 |
| -------------------- | ------- | --------- |
| 2 вересня 2009       |         |           |
| Радомлє              | 2:1     | Крань     |
| Желєзнічар (Марибор) | 8:4     | Сердиця   |

## Перший раунд
| Команда 1            | Рахунок      | Команда 2         |
| -------------------- | ------------ | ----------------- |
| 16 вересня 2009      |              |                   |
| Одранці              | 2:1          | Дравіня           |
| Чреншовці            | 1:1 пен. 6:5 | Толмин            |
| Ядран (Декани)       | 0:4          | Нафта             |
| Триглав              | 2:1          | Алюміній          |
| Анкаран Хрватіні     | 0:0 пен. 3:4 | Примор'є          |
| Стойнці              | 1:0          | Бела Країна       |
| Ідрія                | 0:4          | Копер             |
| Зрече                | 0:8          | Цельє             |
| Желєзнічар (Марибор) | 0:3          | Драва (Птуй)      |
| Радомлє              | 1:5          | Олімпія (Любляна) |
| Корошка (Дравоград)  | 0:5          | Домжале           |
| Сливниця             | 0:5          | Мура 05           |

## 1/8 фіналу
| Команда 1         | Рахунок | Команда 2      |
| ----------------- | ------- | -------------- |
| 20 жовтня 2009    |         |                |
| Чреншовці         | 0:5     | Гориця         |
| 21 жовтня 2009    |         |                |
| Драва (Птуй)      | 2:3     | Домжале        |
| Триглав           | 4:0     | Примор'є       |
| Мура 05           | 3:5     | Цельє          |
| Олімпія (Любляна) | 0:1     | Марибор        |
| Копер             | 2:4     | Рудар (Веленє) |
| Одранці           | 0:2     | Інтерблок      |
| Стойнці           | 2:6     | Нафта          |

## 1/4 фіналу
| Команда 1          | Заг. | Команда 2 | 1-й матч | 2-й матч |
| ------------------ | ---- | --------- | -------- | -------- |
| 17/24 березня 2010 |      |           |          |          |
| Марибор            | 7:3  | Триглав   | 5:1      | 2:2      |
| Домжале            | 2:1  | Гориця    | 1:1      | 1:0      |
| Рудар (Веленє)     | 0:2  | Цельє     | 0:1      | 0:1      |
| Інтерблок          | 1:4  | Нафта     | 1:1      | 0:3      |

## 1/2 фіналу
| Команда 1         | Заг. | Команда 2 | 1-й матч | 2-й матч |
| ----------------- | ---- | --------- | -------- | -------- |
| 14/21 квітня 2010 |      |           |          |          |
| Марибор           | 7:4  | Цельє     | 4:1      | 3:3      |
| Нафта             | 1:4  | Домжале   | 1:1      | 0:3      |

## Фінал
| 8 травня 2010 21:00 (EEST) |

| Марибор                        | 3:2 дч   | Домжале                   |
| ------------------------------ | -------- | ------------------------- |
| Таварес 42', 55' Бундерла 120' | Протокол | Брежовачкий 31' Пекич 45' |

| Людські врт, Марибор Глядачів: 6 500 Арбітр: Дамир Скомина |